# Сања Стојановић
Сања Стојановић (Смедеревска Паланка, 22. новембар 1986) је српска фолк певачица која се прославила учешћем у трећој сезони такмичења Звезде Гранда. У току такмичења њен бивши дечко је објавио њен интимни снимак, због чега је била исмевана и дискриминисана и сусрела са осудом од стране публике и од стране медија. Има двоје деце сина Огњена и ћерку Анастасију. Учествовала је у ријалити програму Фарма.

## Дискографија

#### Синглови
- Вараш ме (2007)[5]
- Данас је мој дан (2008)
- Ова ноћ (2011)
- Нека сузе нека теку (2012) Гранд фестивал 2012.
- Запаљива (2019)